# Catacumba

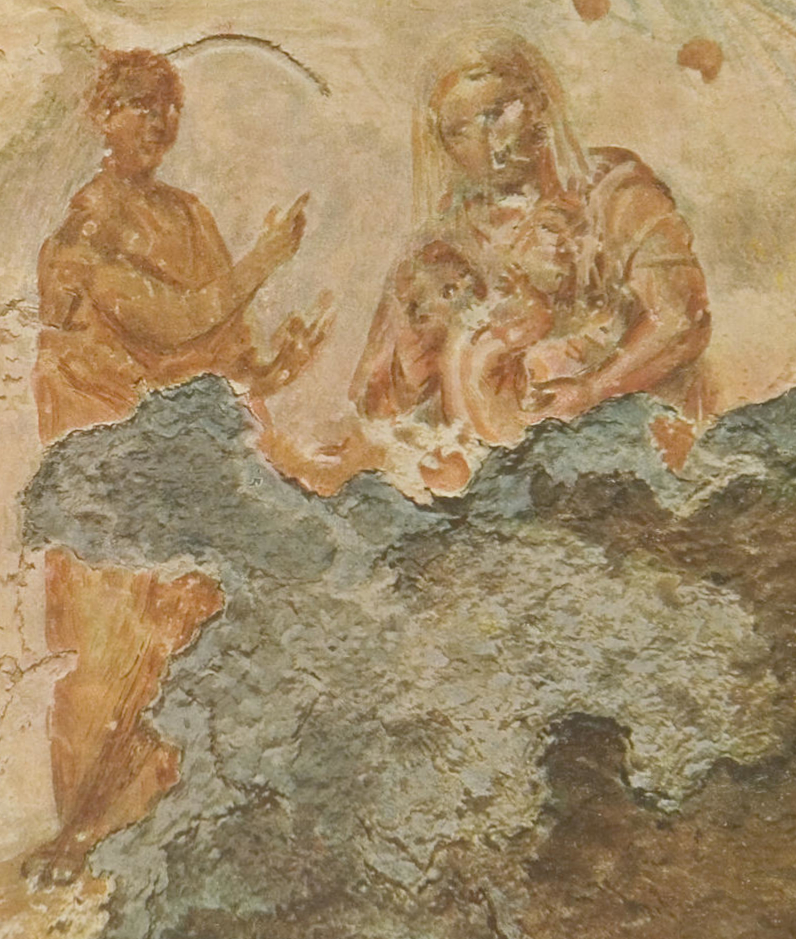
La Mare de Déu a les catacumbes de Priscil·la, Roma

Les catacumbes són unes galeries subterrànies que algunes civilitzacions mediterrànies antigues van construir i van utilitzar com a lloc d'enterrament. Les més conegudes i les millor estudiades són les catacumbes de la ciutat de Roma. També són conegudes les catacumbes de París, encara que el seu origen és ben diferent (segle xviii).
D'un punt de vista etimològic, l'origen de la paraula catacumba és incert. Algunes fonts creuen que ve del grec κατα (sota), i τυμβoσ (túmul); o també de κατα (sota) i κυμβη (excavació). Altres diuen que ve del llatí cumbo, d'un verb que combinat amb les partícules ad, cum i de, significa jeure, o estar ficat al llit, per aquest motiu catacumba signifiqui lloc on s'està ficat al llit. La seva traducció literal és forat, nom d'un districte perifèric de Roma, en les proximitats del qual hi havia un cementiri subterrani, on en el segle iii, es van traslladar provisionalment els cossos de sant Pere i sant Pau.
Les catacumbes són subterranis excavats en el sòl per a organitzar-hi els enterraments dels morts dels primers cristians en la Roma del segle ii, si bé aquest nom també s'utilitza en estructures similars en altres indrets. Es va començar a dir amb aquest nom a la cripta del cementiri de sant Calixte; se'n va dir ad catacumbes, i en l'edat mitjana, per extensió, van aplicar el nom al conjunt d'enterraments fets en el subsòl del camp romà que formava al voltant de la ciutat una immensa necròpoli. També es van anomenar les catacumbes Roma subterrània. Aquests subterranis van ser lloc de culte, a més d'enterrament i en època de persecucions, lloc de protecció i amagatall, ja que estaven protegits per una llei que en prohibia l'entrada als perseguidors. Era com un dret d'asil, perquè el dret romà tenia per sagrada i inviolable qualsevol sepultura, independentment del credo religiós del mort. Se suposa que les catacumbes com a enterrament van ser construïdes abans de la mort de sant Pere.

## Història

### Origen
Segons teories del segle xviii l'origen de les catacumbes eren excavacions que havien creat els romans en el subsòl de la ciutat per a extreure sorres i materials de construcció. Quan s'esgotaven o s'abandonaven aquestes pedreres, els cristians n'haurien aprofitat i hi haurien afegit uns nous túnels. Noves investigacions científques, iniciades pel jesuïta Marchi des del segle xix posen en dubte aquesta teoria. Al cap del temps la hipòtesi dels arenals es va abandonar. És cert que les catacumbes són obra de cristians, excavats amb la finalitat d'enterrament. Dos arguments importants van donar fi a la controvèrsia:
- La naturalesa del terreny, en la seva majoria roca, era poc apta per a la construcció.
- Les formes arquitectòniques de l'obra no poden ser concebudes per cap altra cosa que no siguin enterraments. El coneixement que es tenia d'antics sorrals gens tenia a veure amb aquestes excavacions, no són mai rectilinis o verticals, a més del fet que necessiten molt d'espai, passatges amplis per a maniobrar amb les carretes i les bèsties. Les catacumbes per contra tenen corredors estrets, rectilinis[1] i parets verticals especialment dissenyades per als nínxols.

La pietat dels fidels, continguda durant anys, va esclatar després dels edictes de Constantí. Els cementiris es van convertir en centres de devoció per a aquells pelegrins àvids de venerar i visitar les restes mortals dels màrtirs dels quals tant havien sentit parlar. Allí assistien al sacrifici de la missa; la taula o altar que s'utilitzava per als actes litúrgics era la mateixa pedra que tapava la sepultura d'aquells cristians que havien estat perseguits i morts en martiri. Aviat es van establir itineraris ben organitzats per a guiar als pelegrins i a altres persones piadoses o simplement curioses.
Aquests cementiris convertits en llocs de devoció són abandonats en l'època en què els llombards van conquerir el nord i centre d'Itàlia (anys 568 i 572), i més tard amb el govern dels musulmans. En aquests moments de crisi, els papes decideixen treure d'allà les relíquies i les dipositen en les basíliques urbanes on poden cuidar-les millor. Des d'aquest moment fins ben entrat el segle xiii ja no es torna a parlar de les catacumbes; queden completament oblidades. Després torna a renéixer la seva memòria, però amb el cisma d'Avinyó en el segle xiv i el Renaixement del xv i xvi, l'oblit és total.

### Estudis arqueològics

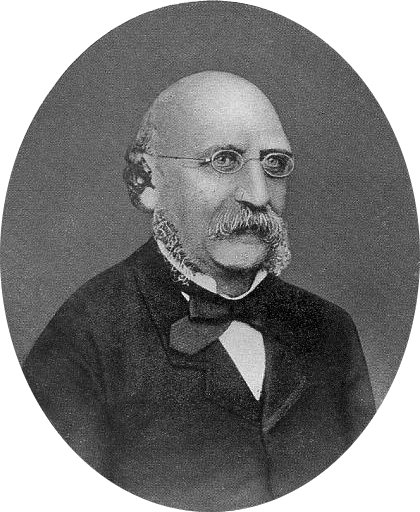
Retrat de Giovanni Battista de Rossi

Durant els períodes que l'hegemonia va estar de part dels gots, vàndals i musulmans, va haver-hi una total devastació a Roma. I molt més tard, ja en el segle xviii, es va imposar la translació de relíquies des de les catacumbes a les esglésies. Per tot això no ha estat fàcil per als erudits i arqueòlegs reconèixer amb exactitud la Roma subterrània i les seves denominacions. No obstant això l'entusiasme d'alguns homes amants de l'Antiguitat, el seu treball i les seves investigacions, van fer que en l'actualitat es tingui bastant informació del que van ser i del que són les catacumbes. Heus aquí els precursors.
Els primers estudis sobre catacumbes cristianes comencen amb Pomponio Leto, amb la fundació de l'Acadèmia Romana dels Antiquaris al segle xv, amb finalitats relativament poca científiques. Andrea Fulvio dedica dos llibres als cementiris cristians a Antiquitates Urbis el 1527, que va inspirar Onofrio Panvinio a escriure un petit tractat sobre l'antiguitat cristiana.
El 31 de maig de 1578, va ser descobert per casualitat a Roma, el Cementiri dels Jordans, i va renéixer l'interès en l'assumpte. Per Ciaccona, pseudònim d'Alonso Chacón, i Philip de Winghe són copiades totes les inscripcions i les pintures dels monuments al segle xvi. El 1613 Pompeo Ugoni escriu a Història de les estacions de Roma, que es van celebrar el Quadragèsim, amb diferents notícies sobre les esglésies i l'estat dels monuments. La ciència de l'antiguitat cristiana es desenvolupa amb les obres de Cesare Baroni (1538-1607), amb els seus dotze llibres dels Annals eclesiàstics i el Martyrologium Romanum (Martirologi Romà), i la Roma subterrània d'Antonio Bosio (1575-1660).
Però la primera veritable renovació comença amb el pare Giuseppe Marchi (1795-1860) amb la seva obra, Monuments de l'art cristià primitiu, inaugurant amb ella molts criteris nous i científicament rigorosos. També va ser mestre de Giovanni Battista de Rossi (1822-1894), un gran arqueòleg cristià que va escriure Roma subterrània cristiana entre el 1864 i el 1877, i que va publicar, el 1861, Inscriptiones christianos Urbis Romae VII saecula antiquiores i el Butlletí d'Arqueologia Cristiana el 1863. Entre els grans del segle xx, es recorda Joseph Wilpert, amb les seves publicacions sobre les pintures i mosaics.
A la primera dècada del segle xxi, el tema de les catacumbes està bastant ben estudiat, amb l'ajuda de tots aquests personatges i amb l'assistència de tots els mitjans moderns posats a la disposició dels arqueòlegs i altres erudits.

## Construcció

### Estructura

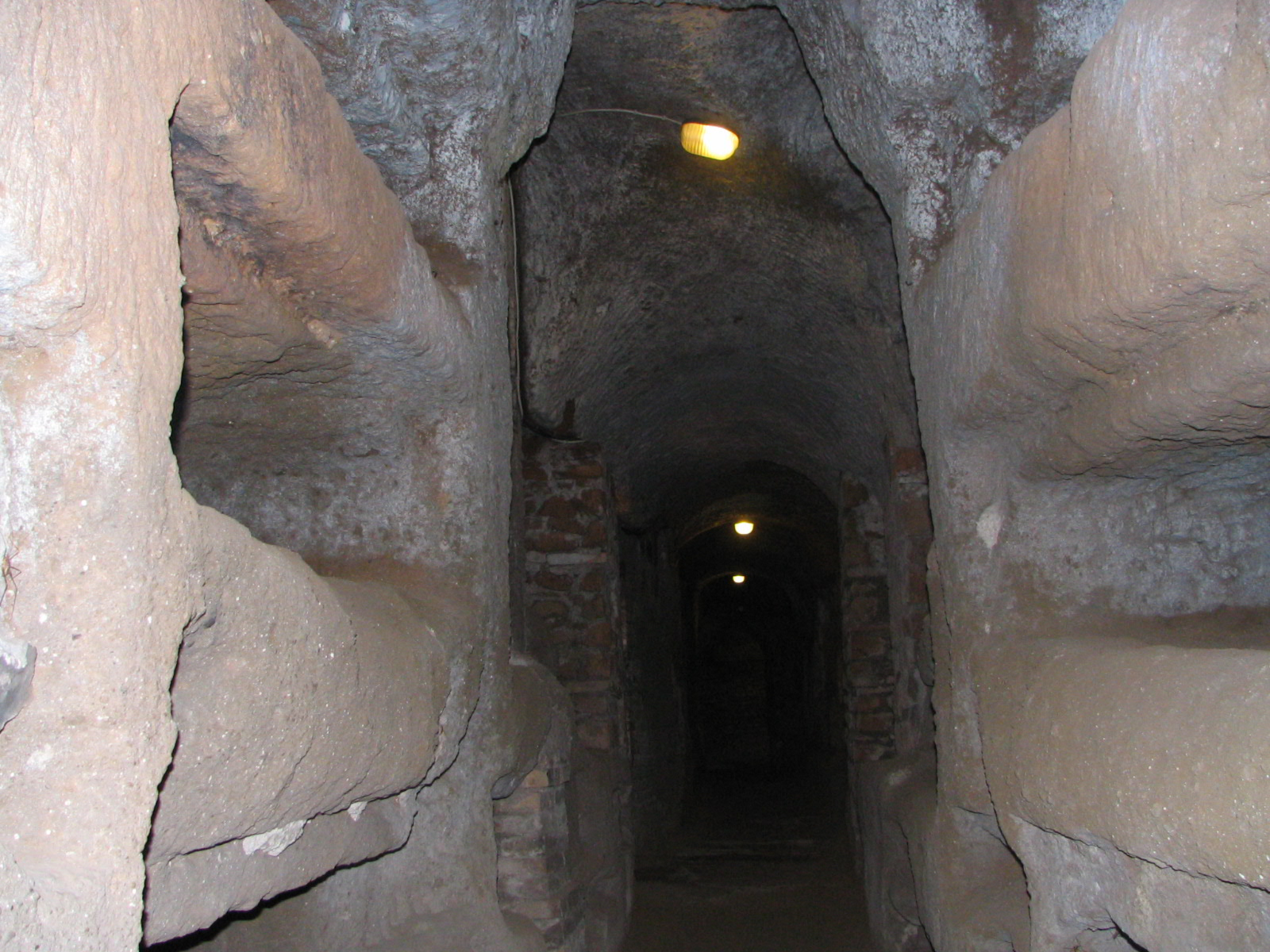
Les catacumbes de Sant Cal·lixt a Roma

En general l'espai consta de diversos nuclis, disposats en pisos, gairebé sempre excavats en diferents èpoques. Cada pis tenia la seva entrada pròpia fins que amb el temps es van comunicar fins a quedar reunits.
En les catacumbes podem distingir diverses parts: un traçat laberíntic de galeries denominat criptes, les quals de vegades s'eixamplen formant una espècie de cambres poligonals anomenades cubiculums, on s'enterraven els morts per martiri. És freqüent que aquests cubiculums estiguin decorats amb pintura mural al fresc.
Les fosses d'enterrament excavades en les parets de les catacumbes podien ser de dos tipus: rectangulars, denominades loculi o semicirculars, anomenades arcosolio.
Al principi les parets no tenien cap tipus d'ornamentació, només van prendre com a pràctica el fixar en els murs monedes i camafeus i d'aquesta manera assenyalar la data. Aquest costum ha facilitat molt l'estudi i la datació als arqueòlegs. Algunes monedes porten l'efígie de Domicià, fins i tot d'emperadors més antics (com ara Vespasià o Neró). Només més tard i durant els períodes de calma que no hi havia persecucions, se'n van omplir les parets de pintures.

### Decoració

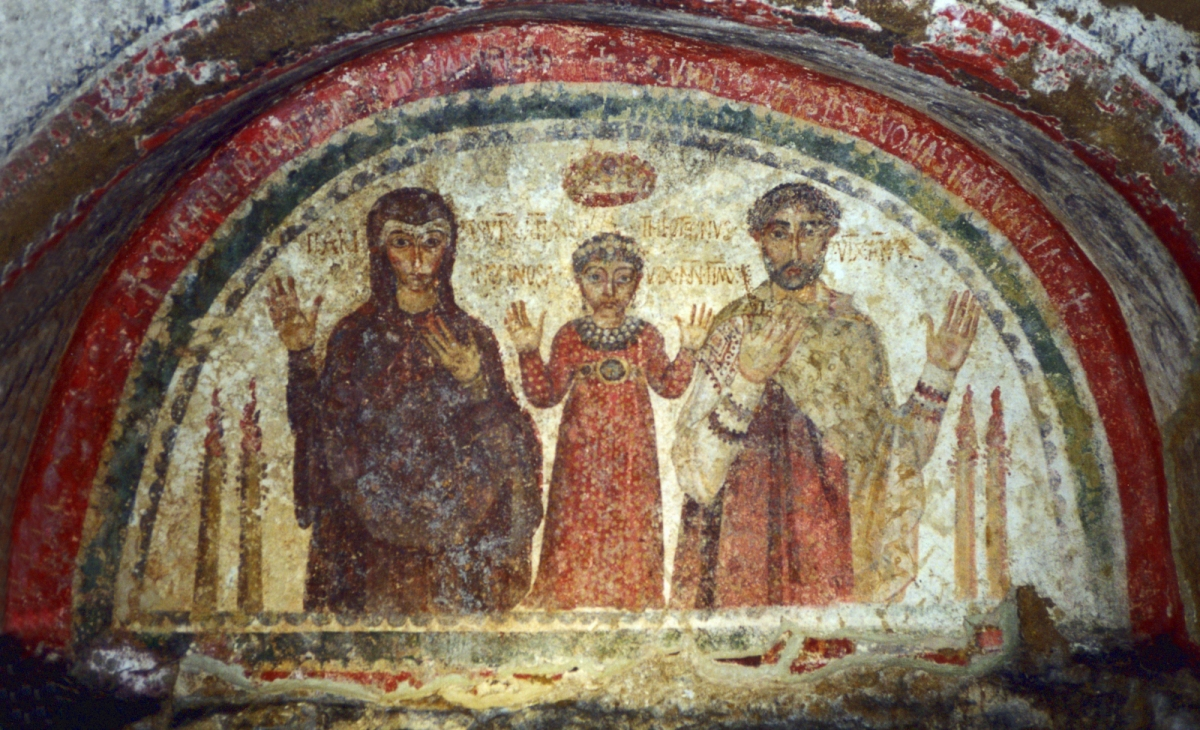
Fresc a les catacumbes de Sant Gennaro, Nàpols, Itàlia

La decoració es concentra en els cubiculums i la tècnica utilitzada és la pintura al fresc, que mostra una execució molt rudimentària. La seva iconografia va evolucionar al llarg del temps. Al principi, amb forta influència de l'hel·lenisme eren temes del món animal o vegetal amb significat místic:
el colom (l'ànima), el gall dindi reial (l'eternitat), la vinya o l'espiga (eucarístics). També el peix, paraula que en grec, ikhthys, conté les inicials del Salvador: Iexus Khristos Theu Yos Soter (Jesús Crist, Fill de Déu, Salvador), relacionada amb el ritu del baptisme. Més tard, en el segle iii, sorgeixen temes tant de l'Antic com del Nou Testament. Entre aquests últims es troba la imatge de Jesucrist o de la Verge, però com ja ningú recordava les seves fisonomies, ni els Evangelis les precisaven, a causa de la llei mosaica de no representar imatges, es prenen models del món clàssic grecoromà. I així Jesucrist és representat com a Bon Pastor (basant-se en el Moscófor grec), visible en les catacumbes de Sant Calixte, o bé com en la catacumba de Priscil·la on apareix com a Mestre a l'estil dels filòsofs grecoromans (també seguint l'Evangeli segons Mateu, i on la Verge és representada com a mare, amb el Nen assegut en la seva falda, com després imitarà l'art romà d'Orient amb la Theotokos, model iconogràfic aquest últim que transcendirà a l'estil romànic.

## Usos

### Enterraments
Les catacumbes són per davant de tot cementiris. Les múltiples galeries o corredors que es multipliquen en totes elles no són només per a accedir d'un lloc a un altre sinó que estan destinats a ser ells mateixos un cementiri. Les seves parets estan repletes de nínxols on es disposen els cossos en horitzontal per nivells. En algunes hi ha fins a 12 nivells i en unes altres tan sols 3. Tot depèn de l'altura de la galeria construïda a més de la solidesa de la roca. Els corredors són llargs i estrets, tan estrets que a penes hi poden cabre dues persones que es creuen. Es tallen els uns amb els altres de mil maneres i el resultat és un veritable laberint que pot arribar a ser perillós si no hi ha un guia conductor.

### Exercici del culte
Servien les catacumbes també com a lloc de culte en determinades ocasions. En temps difícils i de persecucions, aquí es refugiava la comunitat cristiana per a portar a terme els misteris religiosos. Per això es troben en infinitat de llocs veritables criptes o esglésies en les quals es rebien els sagraments o s'escoltaven sermons. En aquest cas, aquestes esglésies constaven de dues estades, destinades cadascuna a cada sexe. Algunes són bastant grans i en el centre es troba l'altar i al fons del presbiteri, la cadira episcopal. Les petites tenen com altar un arcsoli en el fons; aquestes no rebien comunament l'afluència de fidels, tan sols en els aniversaris dels màrtirs que en elles es veneraven. Les parets i voltes estaven revestides d'estuc i sobre aquest, les pintures.
En alguns casos tenien llum solar que entrava per una obertura que donava al camp i que servia també per a introduir els cadàvers. Però aquestes obertures no eren molt freqüents; més comú era que la il·luminació es donés per mitjà dels llums de bronze suspesos de la volta per unes cadenes. Les galeries també tenien la seva il·luminació amb uns llums d'argila que es posaven en les entrades dels propis nínxols. Avui, encara, es poden apreciar les taques de fum.

### Refugi
La tercera utilització de les catacumbes era com a refugi en temps difícils. No només van servir d'empara per als cristians perseguits pels romans, sinó per a altre tipus de persecucions que hi va haver fins i tot entre els cristians. Durant els segles posteriors les catacumbes van seguir oferint aquesta possibilitat d'asil.

## Inventari

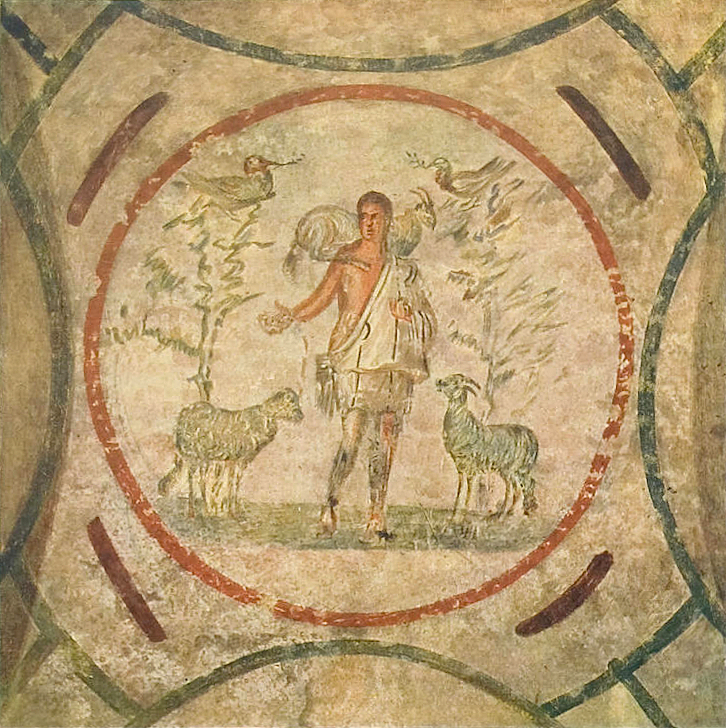
Imatge del Bon Pastor a les catacumbes de Priscil·la a Roma

Entre la gran quantitat de cementiris subterranis de Roma, uns 60 són coneguts pel seu nom. D'entre ells, uns prenen els noms d'un sant o de diversos que van ser sepultats allà; tal és cas de santa Agnès de Roma o sant Pancraci. Altres cementiris conserven el nom primitiu de les localitats on s'havien establert, com ara Ad Ursum Pileatum, Ad Sextum Philippi. Uns altres van prendre el nom dels propietaris del terreny sota el qual es van fer els enterraments, o bé el nom dels seus fundadors o d'algun personatge que ho va ampliar. A partir de l'època de Constantí molts d'aquests cementiris van perdre a poc a poc els seus primitius noms i es van convertir en santuaris o llocs consagrats a algun sant important. D'aquesta manera, les catacumbes de Domitil·la (que seria una propietària), es va convertir en cementiri dels sants Nereu, Aquil·les i Petronil·la. Les de Balbina van allotjar Sant Marc i les de Calixt a Sant Sixt i Santa Cecília. Seguint l'estudi d'aquestes denominacions, els arqueòlegs han pogut molt bé esbrinar les dues dates principals: la de les persecucions i la del triomf.
Els enterraments de les catacumbes van poder ser excavats de manera legal perquè o bé les terres eren comprades o bé els seus propietaris es van convertir al cristianisme o almenys van simpatitzar amb els nous cristians. Les matrones romanes, dones molt piadoses, van donar un bon exemple de generositat oferint una part de les seves terres. Testimoniatge d'aquest fet en són els nombrosos noms donats als cementiris: Priscil·la, que era la mare del senador Pudens va donar nom a les catacumbes de Santa Priscil·la, un vast cementiri sobre la via Salaria. Ella mateixa va ser enterrada en aquest lloc. Luciana, Justa i moltes altres, les propietats de les quals estan molt ben documentades.
També hi ha catacumbes a la catedral de St. Stephen de Vienna (Àustria), Znojmo (República Txeca), Kom al Suffka (Egipte), Londres, Hietaniemi (Finlàndia), Odessa (Ucraïna), Rabat (Malta), Convent de San Francisco de Lima (Perú), Sacromonte (Granada), Huda Jama (Eslovènia) i Indianàpolis (Estats Units).